# Erwin Jekelius
Erwin Jekelius, né le 5 juin 1905 à Hermannstadt, et mort le 8 mai 1952 en URSS, est un psychiatre et neurologue autrichien, qui joue un rôle important dans l'Aktion T4 comme dans l'« euthanasie » des enfants pendant le Troisième Reich. Il s'est fiancé à la sœur d'Adolf Hitler, Paula Hitler dite Paula Wolff. Hitler refusa l'union et Jekelius fut envoyé sur le front de l'Est.

## Biographie
Docteur en médecine, Jekelius est d'abord affecté en 1931 au service d'éducation curative de l'hôpital universitaire pour enfants de Vienne, où il travaille jusqu'en 1936,. Il devient membre du parti nazi, la NSDAP et du Front patriotique. En mars 1938, la Wehrmacht marche sur l'Autriche ; l'Anschluss de l'Autriche suit.
À partir de novembre 1938, il dirige provisoirement la clinique de la caisse d'assurance maladie des travailleurs à Vienne. Il reprend également, à partir du 20 mars 1939 la direction du sanatorium Am Steinhof dans la même ville. Appelé dans la Wehrmacht, il est de nouveau employé à la mi-avril 1940 au bureau principal de la santé de la ville de Vienne, où il est responsable du département « Soins aux malades mentaux, psychopathes et toxicomanes » du 2 juin 1940 au début du mois d'août 1941. Une enquête préliminaire est ouverte à cette époque pour « fornication contre nature » en vertu de l'article 129 du code pénal ; elle est abandonnée en août 1940. Du 24 juillet 1940 à 1941, Jekelius travaille à l'institution municipale de Vienne Am Spiegelgrund en tant que directeur médical. Pendant la Seconde Guerre mondiale, au moins 789 enfants handicapés sont tués dans le département des enfants de l'institution, dans le cadre de l'« euthanasie » des enfants, par l'administration de somnifères, par la malnutrition ou par l'hypothermie.
À partir du 14 octobre 1940, Jekelius devient assesseur pour l'Aktion T4 : il enregistre les patients et décide de ceux qui doivent être gazés dans les centres d'extermination nazis. Il travaille avec d'autres médecins à une loi sur l'euthanasie, la « Loi sur l'euthanasie pour les malades incurables ». Adoptée en octobre 1940, elle n'est cependant pas appliquée. Au tournant de l'année 1941-1942, Jekelius est relevé de son poste de directeur de l'institution Am Spiegelgrund en raison d'un différend avec le bureau de protection de la jeunesse, car il a outrepassé le droit de châtier les mineurs qui lui étaient confiés. La procédure disciplinaire à son encontre est abandonnée en novembre 1942. Ernst Illing succède à Jekelius à partir du début du mois de juillet 1942. Il est rappelé dans la Wehrmacht, également en raison de sa relation intime avec Paula Hitler, la sœur d'Adolf Hitler. Celle-ci était intervenue auprès de Jekelius en faveur d'Aloisia Veit, une petite-cousine d'Hitler souffrant de troubles mentaux, menacée de déportation vers le centre d'extermination nazi de Hartheim, où elle a effectivement été gazée le 14 décembre 1940. Paula avait demandé à Adolf Hitler la permission d'épouser Jekelius, ce qu'il avait refusé. Une nouvelle procédure disciplinaire est ouverte en octobre 1943 contre Jekelius, en raison d'une réponse jugée inappropriée de celui-ci à un administrateur du service de santé.
Début 1942, Jekelius est à nouveau appelé dans la Wehrmacht comme médecin des troupes. Médecin-chef dans le service neurologique de la maison de retraite de Lainz d'août 1943 à novembre 1943, il se voit proposer un poste de directeur à l'hôpital psychiatrique de Rosenhügel. Il devient membre de la « Commission des asociaux » de Vienne.
Arrêté en 1945, pendant sa fuite, par des soldats de l'Armée rouge, il est condamné à 25 ans de travaux forcés à Moscou en 1948 pour participation à des crimes d'euthanasie. Il meurt d'un cancer dans un camp de travail soviétique en mai 1952.
Le compte rendu des interrogatoires de Jekelius est retrouvé en 2005 dans les archives moscovites. Il indique :
« Après l'arrivée du Dr Gross [en 1941], nous avons commencé à exterminer les enfants dans notre clinique [...] mon assistant, le Dr Gross, avait suivi une formation pratique pour tuer les enfants. Chaque mois, nous tuions entre 6 et 10 enfants... Le Dr Gross travaillait sous ma supervision. Il a exécuté le meurtre des enfants sur la base de son expérience et de ses instructions. Après l'introduction de Luminal (par l'anus) dans l'organisme de l'enfant, celui-ci s'endort immédiatement et reste dans cet état pendant 20 à 24 heures. Par la suite, la mort est inévitablement survenue ».
Le nombre des victimes de Jekelius est estimé en 2018 à 4 000 patients adultes, et à plus d'une centaine d'enfants.